# Goldenes Kalb (Filmpreis)/Bester Langer Spielfilm
Das Goldene Kalb für den besten langen Spielfilm (Gouden Kalf voor de beste lange speelfilm) honoriert beim jährlich veranstalteten Niederländischen Filmfestival den besten Spielfilm. Die Auszeichnung wurde erstmals bei der Premiere des Filmfestivals im Jahr 1981 verliehen. Über die Vergabe des Preises stimmt eine Wettbewerbsjury ab.

## Preisträger
| Jahr | Preisträger                  | Deutscher Verleihtitel                           | Regie                                            |
| ---- | ---------------------------- | ------------------------------------------------ | ------------------------------------------------ |
| 1981 | Het teken van het beest      |                                                  | Pieter Verhoeff                                  |
| 1982 | De stilte rond Christine M.  | Die Stille um Christine M.                       | Marleen Gorris                                   |
| 1983 | Hans, het leven voor de dood |                                                  | Louis van Gasteren                               |
| 1984 | De illusionist               | Der Illusionist                                  | Jos Stelling                                     |
| 1985 | Flesh & Blood                | Flesh and Blood, Fleisch und Blut (Verweistitel) | Paul Verhoeven                                   |
| 1986 | Abel                         | Abel                                             | Alex van Warmerdam                               |
| 1987 | Vroeger is dood              | Zeit des Abschieds                               | Ine Schenkkan                                    |
| 1988 | Spoorloos                    | Spurlos verschwunden                             | George Sluizer                                   |
| 1989 | Boda Secreta                 | Ein Toter kehrt zurück                           | Alejandro Agresti                                |
| 1990 | De Avonden                   |                                                  | Rudolf van den Berg                              |
| 1991 | Prospero’s Books             | Prosperos Bücher                                 | Peter Greenaway                                  |
| 1992 | Kyodai Makes the big Time    |                                                  | Ian Kerkhof                                      |
| 1993 | De kleine blonde dood        |                                                  | Jean van de Velde                                |
| 1994 | 1000 Rosen                   | 1000 Rosen                                       | Theu Boermans                                    |
| 1995 | Zusje                        | Kleine Schwester                                 | Robert Jan Westdijk                              |
| 1996 | Lang Leve de Koningin        | Lang lebe die Königin                            | Esmé Lammers                                     |
| 1997 | Karakter                     | Karakter                                         | Mike van Diem                                    |
| 1998 | Felice...Felice...           |                                                  | Peter Delpeut                                    |
| 1999 | Abeltje                      | Abeltje, der fliegende Liftboy                   | Ben Sombogaart                                   |
| 2000 | Lek                          | Verrat in den eigenen Reihen                     | Jean van de Velde                                |
| 2001 | Nynke                        |                                                  | Pieter Verhoeff                                  |
| 2002 | Minoes                       | Die geheimnisvolle Minusch                       | Vincent Bal                                      |
| 2003 | De tweeling                  | Die Zwillinge                                    | Ben Sombogaart                                   |
| 2004 | Simon                        | Simon                                            | Eddy Terstall                                    |
| 2005 | Paradise Now                 | Paradise Now                                     | Hany Abu-Assad                                   |
| 2006 | Zwartboek                    | Black Book                                       | Paul Verhoeven                                   |
| 2007 | Kruistocht in spijkerbroek   | Kreuzzug in Jeans                                | Ben Sombogaart                                   |
| 2008 | Alles is liefde              |                                                  | Joram Lürsen                                     |
| 2009 | Nothing Personal             |                                                  | Urszula Antoniak                                 |
| 2010 | Joy                          |                                                  | Mijke de Jong                                    |
| 2011 | Black Butterflies            |                                                  | Paula van der Oest                               |
| 2012 | Het meisje en de dood        |                                                  | Jos Stelling                                     |
| 2013 | Borgman                      |                                                  | Alex van Warmerdam                               |
| 2014 | Aanmodderfakker              |                                                  | Iris Otten, Sander van Meurs und Pieter Kuijpers |
| 2015 | Gluckauf                     |                                                  | Remy van Heugten                                 |
| 2016 | The Paradise Suite           |                                                  | Joost van Ginkel                                 |
| 2017 | Brimstone                    | Brimstone                                        | Martin Koolhoven                                 |
| 2018 | Bankier van her verzet       |                                                  | Joram Lürsen                                     |
| 2019 | Dirty God                    |                                                  | Sacha Polak                                      |